# Weihnachten mit Willy Wuff (Film)
Weihnachten mit Willy Wuff ist ein deutscher Fernsehfilm von Maria Theresia Wagner aus dem Jahr 1994 und der erste Teil der Weihnachtsfilm-Reihe mit dem sprechenden Mischlingshund Willy Wuff. Der Film wurde am 23. Dezember 1994 erstmals auf RTL ausgestrahlt. Hiernach folgten die Fortsetzungen Weihnachten mit Willy Wuff – Eine Mama für Lieschen 1995, Alle lieben Willy Wuff 1995, Muchas gracias, Willy Wuff und Mama braucht einen Millionär 1997.

## Handlung
Das Weihnachtsfest verbringt die Familie des siebenjährigen Michael dieses Jahr in den Bergen in einer Skihütte. Doch ist die Stimmung alles andere als besinnlich, denn seinen Eltern leben eigentlich getrennt und haben sich nur ihrem Kind zuliebe zusammengefunden. Da aber auch die neue Freundin seines Vaters mit dabei ist, gestaltet sich das Ganze sehr stressig und alles andere als besinnlich. Streitigkeiten und Eifersüchteleien drohen den Heiligabend für alle Beteiligten zu ruinieren. In diesem Chaos taucht plötzlich der sprechende Willy Wuff auf. Er hat gerade zwei Hundewelpen gerettet, die lieblos „entsorgt“ werden sollten und versucht mit den beiden in der einsamen Berghütte Unterschlupf zu finden. Als Michael die drei entdeckt, beginnt er sich sofort um die Hunde zu kümmern und hat den Ärger der Familie fast vergessen. Willy Wuff versucht indessen seinem neuen Freund zu helfen und die streitenden Erwachsenen zur Vernunft zu bringen. Dabei stibitzt Willy den Weihnachtsbraten und blamiert damit die neue Freundin von Michaels Vater. Am Ende brennt sogar der Weihnachtsbaum und die Bescherung geht damit voll daneben. Voller Enttäuschung reisen am nächsten Morgen beide Frauen ab. Michael ergreift daraufhin die Initiative und holt Marie Theres auf die Hütte. Sie ist Tierärztin und lebt hier in den Bergen allein mit ihrem Hund. Sie muntert Michaels Vater wieder auf und so wird es für alle doch noch ein schönes Weihnachtsfest. So wie es aussieht haben damit auch die beiden Hundewelpen ein neues Zuhause gefunden.

## Hintergrund
Produziert wurde der Fernsehfilm von der Bavaria Film im Auftrag von RTL. Die Dreharbeiten erfolgten in Tirol in Österreich. Wie in den folgenden Teilen war Alf-Sprecher Tommi Piper die Stimme von Willy Wuff. Am 23. Dezember 1994 wurde der Film erstmals von RTL im deutschen Fernsehen gezeigt.

## Kritiken
TV Spielfilm vergab eine mittlere Wertung (Daumen gerade) und schrieb: „Willy Wuff, sprechender Hund und Sozialarbeiter des Nikolaus, heilt alle Herzen.“